# Péter Várhelyi
Péter Várhelyi (Budapest, 15 de abril de 1950) es un deportista húngaro que compitió en piragüismo en la modalidad de aguas tranquilas. Ganó tres medallas en el Campeonato Mundial de Piragüismo entre los años 1970 y 1975.
Participó en los Juegos Olímpicos de Múnich 1972, donde finalizó sexto en la prueba de K4 1000 m.

## Palmarés internacional
| Campeonato Mundial | Campeonato Mundial     | Campeonato Mundial | Campeonato Mundial |
| Año                | Lugar                  | Medalla            | Evento             |
| ------------------ | ---------------------- | ------------------ | ------------------ |
| 1970               | Copenhague (Dinamarca) | Medalla de bronce  | K4 1000 m          |
| 1971               | Belgrado (Yugoslavia)  | Medalla de bronce  | K4 1000 m          |
| 1975               | Belgrado (Yugoslavia)  | Medalla de oro     | K1 4 × 500 m       |